# Вахиди, Ахмад
Ахма́д Вахиди́ (перс. احمد وحیدی‎; род. 27 июня 1958, Шираз) — иранский военачальник, генерал-майор. Министр обороны Ирана (13 сентября 2009 — 15 августа 2013).

## Биография
Родился 27 июня 1958 года в Ширазе. Настоящее имя Ахмад Шах Чераги. Он имеет степень бакалавра электроники и степень магистра промышленной инженерии. Он получил докторскую степень в области стратегических исследований в Университете Имама Садега.
Бывший командир спецподразделения Кодс, которое занималось организацией терактов против израильтян и американцев. Самый кровавый теракт — в Еврейском культурном центре в Буэнос-Айресе в 1994 году. Этот теракт стал самым массовым убийством евреев со времен холокоста. Расследование аргентинских спецслужб и Моссада выявило, что за операцией стоял Иран, а спланировал теракт именно Ахмад Вахиди. В связи с этим в 2007 году Интерпол объявил Вахиди в розыск, однако Иран не собирается его выдавать.
14 ноября 2022 года внесён в санкционный список всех стран Евросоюза «за серьёзные нарушения прав человека в Иране».